# Bosnië en Herzegovina op het Eurovisiesongfestival 2002
Bosnië en Herzegovina nam deel aan het Eurovisiesongfestival 2002 in Tallinn, Estland. Het was de 8ste deelname van het land op het Eurovisiesongfestival. De artiest werd gekozen door een nationale finale. BHRT was verantwoordelijk voor de Bosnische bijdrage voor de editie van 2002.

## Selectieprocedure
De artiest voor deze editie werd via een nationale finale gekozen. Deze finale werd gehouden op 10 maart in Sarajevo en werd gepresenteerd door Segmedina Srna en Mladen Vukovic. Er deden 16 liedjes mee. De winnaar werd gekozen door een jury.
| Volgorde | Artiest                  | Lied                    | Punten ronde 1 | Plaats ronde 1 | Plaats ronde 2 |
| -------- | ------------------------ | ----------------------- | -------------- | -------------- | -------------- |
| 1        | Sladana Mandic           | "Kapije bola"           | 53             | 8              | -              |
| 2        | Romeo & Biljana          | "Primabalerina"         | 49             | 12             | -              |
| 3        | Dragana Ilic Venus       | "Trnje i ruze"          | 53             | 8              | -              |
| 4        | Edin Pašic               | "Priznajem"             | 42             | 16             | -              |
| 5        | Tinka Milinovic          | "Sve sto imas ti"       | 47             | 14             | -              |
| 6        | Lada & Lana              | "Slusaj moju pjesmu"    | 43             | 15             | -              |
| 7        | Mija Martina Barbaric    | "Nemoj danas"           | 60             | 5              | 2de            |
| 8        | Boje Noci                | "Budi malo moja"        | 49             | 11             | -              |
| 9        | Mica & Selma             | "Samo zapjevaj"         | 54             | 7              | -              |
| 10       | Zeljka                   | "Ponocno sunce"         | 50             | 11             | -              |
| 11       | Boris Rezak feat. Karney | "Ti i ja smo mogli sve" | 69             | 2              | 4de            |
| 12       | Lily                     | "Vjerujem"              | 58             | 6              | -              |
| 13       | Dragana & Geronimo       | "Zlatno, zlatnije"      | 53             | 8              | -              |
| 14       | Maja Tatic               | "Na jastuku za dvoje"   | 73             | 1              | 1ste           |
| 15       | Al' Dino                 | "Sanjam bolji svijet"   | 65             | 3              | 3de            |
| 16       | Emina feat. K.C.         | "Emina - U, la, la"     | 61             | 4              | 5de            |

## In Tallinn
In Estland moest Bosnië-Herzegovina optreden als 15de, net na Denemarken en voor België.
Op het einde van de puntentelling bleek dat ze op een gedeelde 13de plaats waren geëindigd met 33 punten. 
België had geen punten over voor deze inzending en Nederland deed niet mee in 2002.

### Gekregen punten

#### Finale
| 12 punten | 10 punten | 8 punten                           | 7 punten                | 6 punten |
| --------- | --------- | ---------------------------------- | ----------------------- | -------- |
|           |           |                                    | - Kroatië - Oostenrijk  | - Zweden |
| 5 punten  | 4 punten  | 3 punten                           | 2 punten                | 1 punt   |
|           |           | - Noord-Macedonië - Malta - Spanje | - Denemarken - Slovenië |          |

### Punten gegeven door Bosnië-Herzegovina

#### Finale
Punten gegeven in de finale:
| 12 punten | Zweden              |
| 10 punten | Estland             |
| 8 punten  | Frankrijk           |
| 7 punten  | Verenigd Koninkrijk |
| 6 punten  | Spanje              |
| 5 punten  | Letland             |
| 4 punten  | Malta               |
| 3 punten  | Finland             |
| 2 punten  | Kroatië             |
| 1 punt    | Slovenië            |